# Harold Sines Vance
Harold Sines Vance (Port Huron, 1890 – 1959) è stato un imprenditore statunitense. Fu dirigente nell'ambito automobilistico e collaboratore del governo statunitense. La sua notorietà derivò dal suo impiego in Studebaker, dove ricoprì il ruolo di dirigente (1935-1954) e presidente (1948-1954), e dal suo impegno per quattro anni nella commissione per l'energia atomica degli Stati Uniti, dove incoraggiò l'uso industriale dell'energia nucleare.

## Biografia
Vance nacque a Port Huron nel Michigan nel 1890. Fu un discreto studente, e mancò l'ingresso all'Accademia Militare degli Stati Uniti di West Point. Iniziò in seguito a lavorare per suo suocero. Nel 1910 fu assunto allo stabilimento di Port Huron della E-M-F Company, che fu acquistata in seguito dalla Studebaker. Nei quadri di quest'ultima fu protagonista negli impianti di Detroit e ne divenne vicepresidente nel 1926, quando supervisionò la chiusura dello stabilimento a favore degli impianti di South Bend, nell'Indiana. All'epoca della grande depressione Vance continuò ad essere vicepresidente della società e lavorò con Paul G. Hoffman, che in seguito collaborò con il piano Marshall e la Ford Foundation.
Una serie di errori finanziari della Studebaker causati dal presidente Albert Russel Erskine, suicida nel 1933, portò la compagnia all'insolvenza. Vance e Hoffman ottennero il governo della società, che era in amministrazione controllata, dalla White Motor Company. La Studebaker aveva debiti con le banche per 7 milioni di dollari, ma era pronta una serie di autovetture predisposte alla commercializzazione.
Nel 1935, con la pronta immissione nel mercato di vetture e titoli, questi ultimi sottoscritti da Lehman Brothers, da Goldman Sachs ed altri, portarono fuori la Studebaker dall'incipiente liquidazione. In questo periodo, Vance e Hoffman, ricoprirono un ruolo di primo piano nella Studebaker.
Infatti un nuovo periodo di successi arrivarono con il lancio della Studebaker Champion del 1939, con un guadagno di 364 milioni di dollari grazie alle vendite del 1943. Il successo continuò anche durante la seconda guerra mondiale, con guadagni di 1,2 miliardi di dollari, e una produzione di 290.000 autocarri, 64.000 motori per la Flying Fortress e 16.000 veicoli anfibi (in particolare lo Studebaker US6 ed il M29 Weasel).
Con la partenza di Hoffman, che divenne capo della Economic Cooperation Administration nel 1948, Vance rimase solo alla guida della Studebaker.
Nel 1952 Vance fu chiamato dal governo statunitense per presiedere una commissione relativa alla mobilitazione per la guerra di Corea. Al segretario alla difesa, Robert Lovett, Vance disse: “Bob, I understand that the Army has 60,000 trucks in Texas just sitting around” (“Bob, vengo a sapere che l'Esercito ha 60 mila camion giacenti in Texas”); questa scoperta portò alla cancellazione di ordini di autocarri per 100 milioni di dollari, molti dei quali ordinati alla Studebaker. L'azione attirò l'attenzione del Presidente degli Stati Uniti d'America, Dwight D. Eisenhower, che richiese a Vance di diventare direttore del processo di mobilitazione, ma Vance rifiutò. Il 2 febbraio 1953 fu raffigurato sulla copertina del TIME.
Nel 1954, la Studebaker si fuse con la Packard e Vance lasciò l'azienda. Un anno dopo, il 31 ottobre 1955, entrò nella commissione per l'energia atomica degli Stati Uniti, e ci lavorò fino al 31 agosto 1959.